# Heiko Hendriks

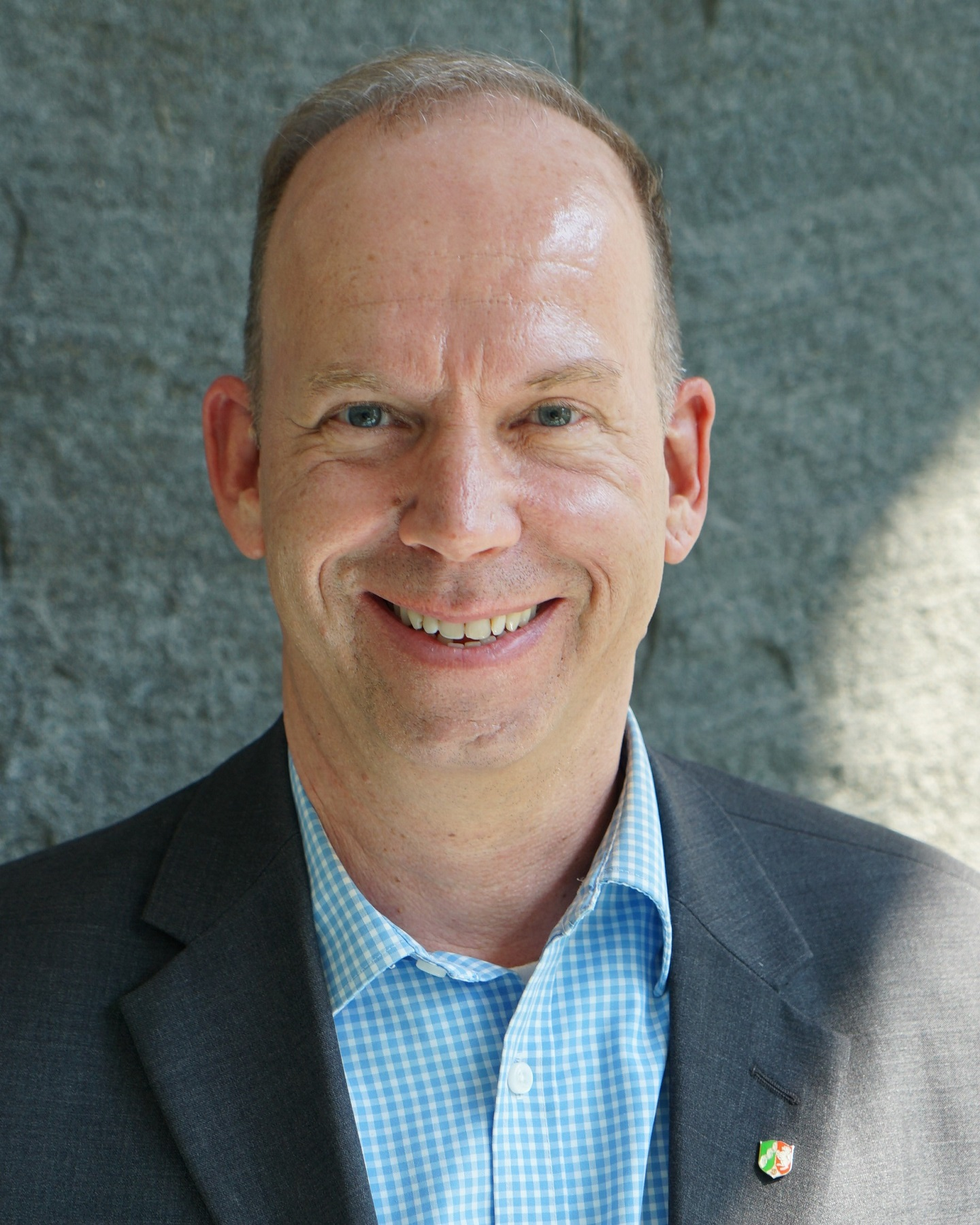
Heiko Hendriks (2021)

Heiko Hendriks (* 22. Februar 1966 in Duisburg) ist ein deutscher Politiker (CDU) und Unternehmensberater. Er wurde mit Kabinettsbeschluss der nordrhein-westfälischen Landesregierung am 23. Januar 2018 zum Beauftragten der Landesregierung für die Belange von deutschen Heimatvertriebenen, Aussiedlern und Spätaussiedlern bestellt. Zuvor war er in der 16. Wahlperiode von Januar 2014 bis Mai 2017 Mitglied des Landtages von Nordrhein-Westfalen und ist seit 1994 Stadtverordneter der kreisfreien Stadt Mülheim an der Ruhr.

## Leben
Hendriks wuchs in Duisburg auf und lebt seit 1978 in Mülheim an der Ruhr. Er machte seine Mittlere Reife an der Realschule Broich und sein Abitur am Gymnasium Broich. Nach dem Wehrdienst begann er ein Studium der Sozialwissenschaften, Psychologie und Pädagogik an der Gerhard Mercator-Universität, das er mit dem Diplom abschloss. Nach einer dreijährigen freiberuflichen Tätigkeit in der Erwachsenenbildung ist er seit 1995 als selbständiger Unternehmensberater/Personaltrainer tätig.

## Parteipolitisches Engagement
Hendriks ist seit 1985 Mitglied der CDU.

Seit 1994 ist er Mitglied des Rates der Stadt Mülheim an der Ruhr. Von 1999 bis 2007 war er 1. stellvertretender Vorsitzender der CDU-Fraktion. Seit 1994 ist er bildungspolitischer Sprecher seiner Fraktion und er war von 2004 bis 2009 Vorsitzender des Ausschusses der Betriebe der Stadt. Zuletzt gewann er 2020 seinen Ratswahlkreis Broich-Süd,  mit 31,6 %, vor Grünen und SPD. 2007 wurde ihm seitens der Stadt Mülheim an der Ruhr auf Grund seiner Verdienste um das Gemeinwohl der Ehrenring verliehen. 

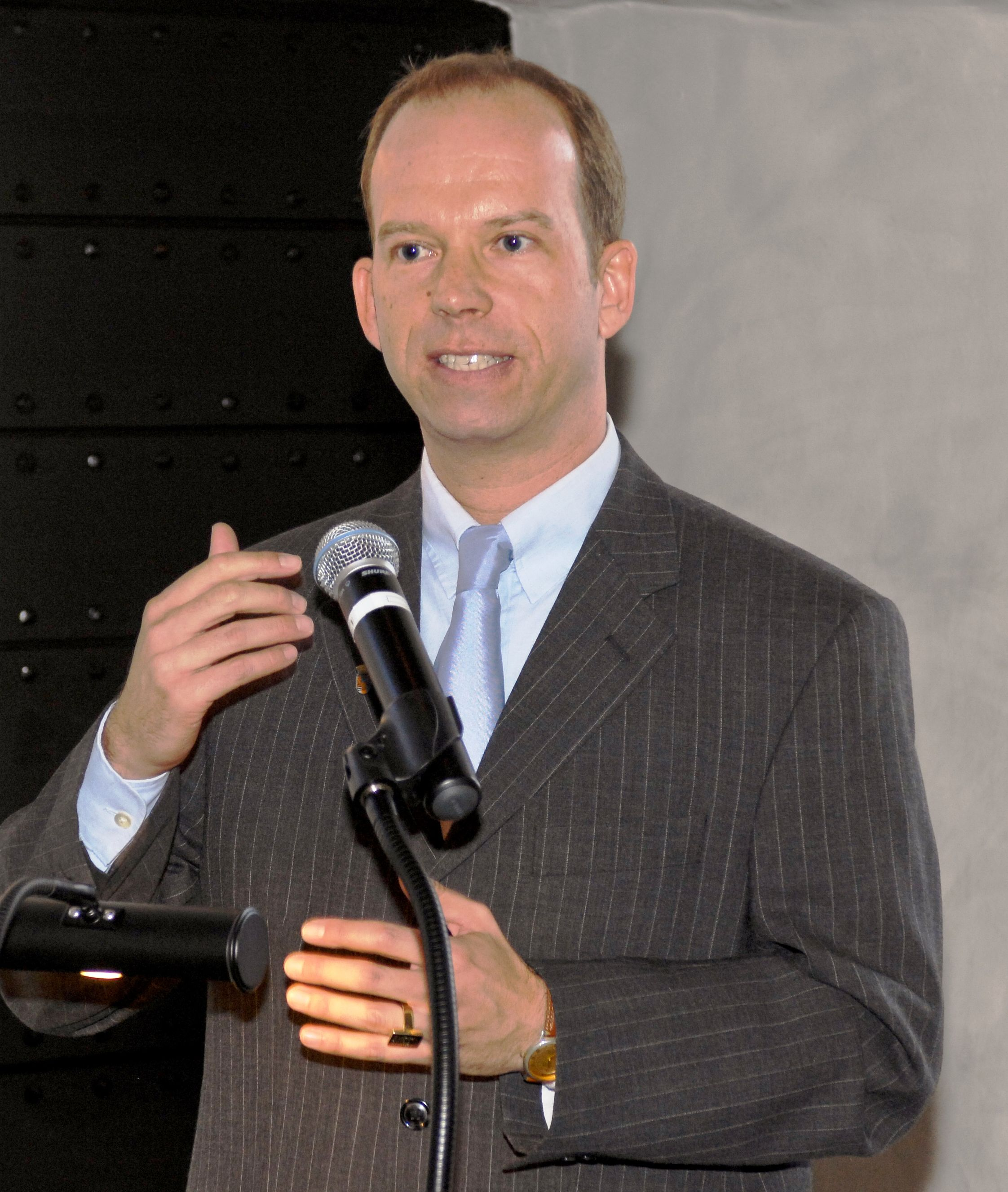
Heiko Hendriks (2007, Ehrenringverleihung der Stadt Mülheim an der Ruhr)

In der CDU Mülheim an der Ruhr ist er seit 2000 Vorsitzender des CDU-Ortsverbandes Broich und seit 2007 Kreisvorstandsmitglied. Seit 1998 ist er gewählter Delegierter für den Landesparteitag der CDU NRW.
Von 1991 bis 1993 war Hendriks Vorsitzender des Ringes Christlich-Demokratischer Studenten (RCDS) an der Universität Duisburg sowie studentischer Vertreter im Senat, Konvent und Studierendenparlament der Universität Duisburg (1991–1994). In seiner Zeit als Landesvorsitzender des RCDS-NRW (1992–1994) war er auch kooptiertes Landesvorstandsmitglied der CDU und Jungen Union NRW. Seit 1991 ist er Vorstandsmitglied des Evangelischen Arbeitskreises (EAK) der CDU-Mülheim, seit 2018 Vorsitzender. Ferner ist er Mitglied des Landesvorstands des EAK der CDU-NRW seit 1997. Seit 1994 ist Hendriks Kreisvorsitzender der Ost- und Mitteldeutschen Vereinigung/Union der Vertriebenen, Flüchtlinge und Aussiedler (OMV) der CDU-Mülheim an der Ruhr, seit 1997 Landesvorstandsmitglied der OMV der CDU-NRW und seit 2011 stellvertretender Bezirksvorsitzender der OMV der CDU-Ruhr. Seit Oktober 2013 ist er Landesvorsitzender der OMV-NRW.  In dieser Funktion ist er auch kooptiertes Mitglied im Landesvorstand der CDU - NRW.
Für die Bundestagswahl 2021 wurde er auf Listenplatz 69 der Landesliste der CDU NRW gewählt.

## Landespolitik
Bei der Landtagswahl in Nordrhein-Westfalen 2012 kandidierte Hendriks erstmals als Direktkandidat der CDU für den Landtag im Landtagswahlkreis Mülheim I. Er verfehlte mit einem Erststimmenanteil von 21,2 % (Gewählte Bewerberin: Ministerpräsidentin Hannelore Kraft, SPD, 59,1 % der Stimmen) sowie dem Landeslistenplatz 47 der CDU den direkten Einzug in den Landtag von Nordrhein-Westfalen. Nach dem Ausscheiden von Karl-Josef Laumann rückte er Ende Januar 2014 in den Landtag nach.
Hendriks war ordentliches Mitglied im Hauptausschuss und im Rechtsausschuss des nordrhein-westfälischen Landtags sowie im dortigen NSU-Untersuchungsausschuss, in welchem er seit dem 20. April 2016 Obmann und Sprecher der CDU-Fraktion war. Zudem war er stellvertretendes Mitglied in den Ausschüssen für Schule und Weiterbildung sowie Innovation, Wissenschaft und Forschung, im Innenausschuss und im Ausschuss für Kommunalpolitik.
Bei der Landtagswahl 2017 kandidierte er erneut als Direktkandidat der CDU im Landtagswahlkreis Mülheim I und verfehlte mit einem Erststimmenanteil von 30,1 % (Gewählte Bewerberin: Ministerpräsidentin Hannelore Kraft, SPD, 43,7 % der Stimmen) den Wiedereinzug in den Landtag. Auch bei der Landtagswahl 2022 kandidierte er im Wahlkreis Mülheim I und unterlag mit 31,5 % knapp dem SPD-Kandidaten Rodion Bakum (34,9 %). Auch sein Listenplatz 36 reichte nicht für den Einzug.
Die nordrhein-westfälische Landesregierung hat Heiko Hendriks in ihren Kabinettsitzungen am 23. Januar 2018 (Kabinett Laschet) und am 28. Februar 2023 (Kabinett Wüst II) zum Beauftragten für die Belange von deutschen Heimatvertriebenen, Aussiedlern und Spätaussiedlern bestellt. Zugleich hat er den Vorsitz des Landesbeirats für Vertriebenen-, Flüchtlings- und Spätaussiedlerfragen übernommen. Er ist in der Geschichte Nordrhein-Westfalens der erste Vertriebenen- und Aussiedlerbeauftragte des Landes. Angesiedelt ist er im Ministerium für Kultur und Wissenschaft des Landes NRW.
Aufgabenfelder sind unter anderem die Unterstützung der Pflege, Förderung und Weiterentwicklung des Kulturgutes der Vertreibungsgebiete, Kontaktpflege und Zusammenarbeit mit Institutionen und Organisationen der deutschen Heimatvertriebenen, Aussiedler und Spätaussiedler, auch auf Bundesebene und in anderen deutschen Ländern, sowie Intensivierung der Patenschaften des Landes Nordrhein-Westfalen mit den Landsmannschaften der Oberschlesier und der Siebenbürger Sachsen.

## Aufsichtsgremien/Kuratorien
- 1994–2002 Mitglied im Kuratorium der Universität Duisburg
- 1999–2004 Mitglied im Aufsichtsrat der Flughafen Essen-Mülheim GmbH (FEM)
- 2004–2009 Mitglied im Verwaltungsrat der Sparkasse Mülheim an der Ruhr
- 2004–2009 stellvertretender Kuratoriumsvorsitzender der Sparkassenstiftung
- 2000–2009 Mitglied im Aufsichtsrat der Mülheimer Stadtmarketing und Tourismus GmbH (MST)
- seit 2004 Aufsichtsratsvorsitzender der Service-Wohnungsvermietungs- und Baugesellschaft mbh (SWB)
  - seit 2001 Mitglied im Aufsichtsrat
- seit 2004 Aufsichtsratsvorsitzender der SWB-Dienstleistungs-, Bauträger- und Finanzservicegesellschaft mbH (SWB-DBF)[1]
  - seit 2001 Mitglied im Aufsichtsrat
- seit 2004 Mitglied im Aufsichtsrat der Beteiligungsholding Mülheim an der Ruhr GmbH (BHM)
- seit 2006 Mitglied im Vorstand der Augenheilanstalt Mülheim an der Ruhr
- seit 2018 Mitglied im Landespräventionsrat NRW[8]
- seit 2018 Mitglied im Kuratorium des Gerhart-Hauptmann-Hauses[9]
- seit 2018 stellvertretendes Mitglied im Bundesbeirat für Vertriebenen- und Aussiedlerfragen[1]
- seit 2020 ständiger Gast im Stiftungsorgan Arbeitskreis gesellschaftlicher Gruppen der Stiftung Haus der Geschichte Nordrhein-Westfalen[1]